# یواس‌ان‌اس اسرتیو (تی-ای‌جی‌اواس-۹)
یواس‌ان‌اس اسرتیو (تی-ای‌جی‌اواس-۹) (به انگلیسی: USNS Assertive (T-AGOS-9)) یک کشتی است که طول آن ۲۲۴ فوت (۶۸ متر) می‌باشد. این کشتی در سال ۱۹۸۶ ساخته شد.